# Most Nové Evropy

Pan-European corridor IV highlighted in red

Most Nové Evropy (bulharsky Мост Нова Европа, rumunsky ''Podul Noua Europă) je mezinárodní sdružený most, slavnostně otevřený 14. června 2013. Spojuje sousedící města v Rumunsku a Bulharsku - Vidin a Calafat. Autorem podoby mostu je Fernández Casado, FCC Construcción.
Most Nové Evropy, formálně pojmenovaný most Calafat-Vidin, (Дунав мост 2, Dunav most 2), aneb Vidin–Calafat Bridge (Мост Видин–Калафат, Most Vidin–Kalafat / Podul Calafat–Vidin), mezi sousedícími regiony Vidin a Calafat, tvoří důležitou součást prioritních silničních a železničních dopravních koridorů EU. Má se díky němu výrazně zkrátit doprava cestujících i přeprava nákladu mezi jihovýchodní Evropou, Tureckem a střední Evropou. Most stojí v místě, kde je Dunaj zhruba 1 300 metrů široký. Most je přibližně 1,8 km dlouhý, má 4 jízdní pruhy, jednu železniční kolej a pásy pro pěší a cyklisty.
Most stál 300 milionů eur, byl spolufinancován z evropského fondu soudržnosti a je součástí projektu na výstavbu panevropského koridoru IV, který má spojovat německé Drážďany s tureckým Istanbulem. Potřebnost jeho výstavby (most Calafat-Vidin) definitivně ukázala první polovina 90. let, kdy nebylo možné jezdit přes Jugoslávii a západní Bulharsko bylo z tohoto důvodu zcela odříznuto. Bulharskou ekonomiku zasáhly také balkánské války, protože po uzavření hranic se Srbskem (kvůli sankcím v 90. letech) zůstalo západní a střední Bulharsko odříznuté od Evropy.
Po dlouhá staletí nevedl přes řeku Dunaj na rumunsko-bulharské hranici žádný most. Konstantinův most pocházející z dob Římské říše přestal sloužit asi ve čtvrtém století a první most přes Dunaj mezi Rumunskem a Bulharskem, který spojuje ve východní části společného úseku Dunaje bulharské město Ruse s rumunským Giurgiu, byl postaven v roce 1954. Bukurešť zase chtěla postavit most Calafat-Vidin východněji (jak Turnu Mâgurele - Nikopol), protože spekulovala s faktem, že rozšířením mezinárodních tras přes své území získá více příjmů z provozu dálnice. Dohoda byla nakonec podepsána v červnu 2000.
Díky novému mostu se cestování přes Dunaj v západní části pohraničního rumunsko-bulharského úseku významně zlevnilo. Zatímco za trajekt mezi Calafatem a Vidinem platili řidiči 26 eur, mýtné na mostě činí pouze 6 eur.

## Poplatky
Od 15. června 2013 do 30. června 2013 nebylo použití mostu zpoplatněné. Od 1. července byl zákonem ustanoven následující ceník :
| Vozidlo                                                                | eur    | levů    | leu     |
| ---------------------------------------------------------------------- | ------ | ------- | ------- |
| Do 8+1 sedadel; do 3,5 tuny                                            | 6 eur  | 12 levů | 27 leu  |
| Nákladní doprava do 7,5 tuny; Vozidla s počtem sedadel mezi 9 a 23     | 12 eur | 23 levů | 54 leu  |
| Nákladní doprava do 12 tuny                                            | 18 eur | 35 levů | 81 leu  |
| Nákladní doprava nad 12 tuny, 3 nápravy; vozidla s více než 23 sedadly | 25 eur | 49 levů | 113 leu |
| Nákladní doprava nad 12 tuny, 4 a více náprav                          | 37 eur | 72 levů | 167 leu |
| Chodci a cyklisté                                                      | zdarma | zdarma  | zdarma  |